# Ormyromorpha petiolata
Ormyromorpha petiolata är en stekelart som beskrevs av Girault 1925. Ormyromorpha petiolata ingår i släktet Ormyromorpha och familjen puppglanssteklar. Inga underarter finns listade i Catalogue of Life.